# Górdio
Górdio ou Górdias é um nome associado a reis da Frígia. Na mitologia grega, vários reis da Frígia se chamam Górdio e Midas. Um dos episódios das campanhas de Alexandre, o Grande é quando ele corta o nó górdio.

## História
Na mitologia grega diz-se que Górdio, um camponês da Macedónia, sonhava ser alguém grandioso, até que um dia uma águia aterrou na sua carroça de bois, esperançoso com este sinal decide ir ao oráculo de Zeus Sabázio. Mal chegou, na sua carroça, o rei da Frígia morre, não deixando nenhum sucessor. Portanto, o oráculo disse aos habitantes para proclamarem rei o primeiro que chegasse á cidade de carroça. Górdio entra na cidade e é glorificado e coroado Rei da Frígia.
E foi daí que nasceu a lenda do grande nó górdio, o carro de bois tornou-se um símbolo do direito divino de Górdias governar, desta forma, esta foi presa com uma corda, atada com o nó mais emaranhado de sempre. Ate rei Alexandre, o Grande mudar isso.
1. ↑  Fry, Stephen. A GRANDE HISTORIA DOS MITOS GREGOS. Lisboa: CLUBE DO AUTOR. pp. 365–366. ISBN 978-989-724-538-1